# یوناس فرولینگر
یوناس فرولینگر (اسپانیایی: Johannes Fröhlinger‎؛ زادهٔ ۹ ژوئن ۱۹۸۵) دوچرخه‌سوار اهل آلمان است.
از باشگاه‌هایی که در آن رکاب زده‌است می‌توان به تیم سانوب، تیم میلرام، تیم دوچرخه‌سواری گرواشتاینر، و تیم دوچرخه‌سواری گرواشتاینر، اشاره کرد.